# Virotar

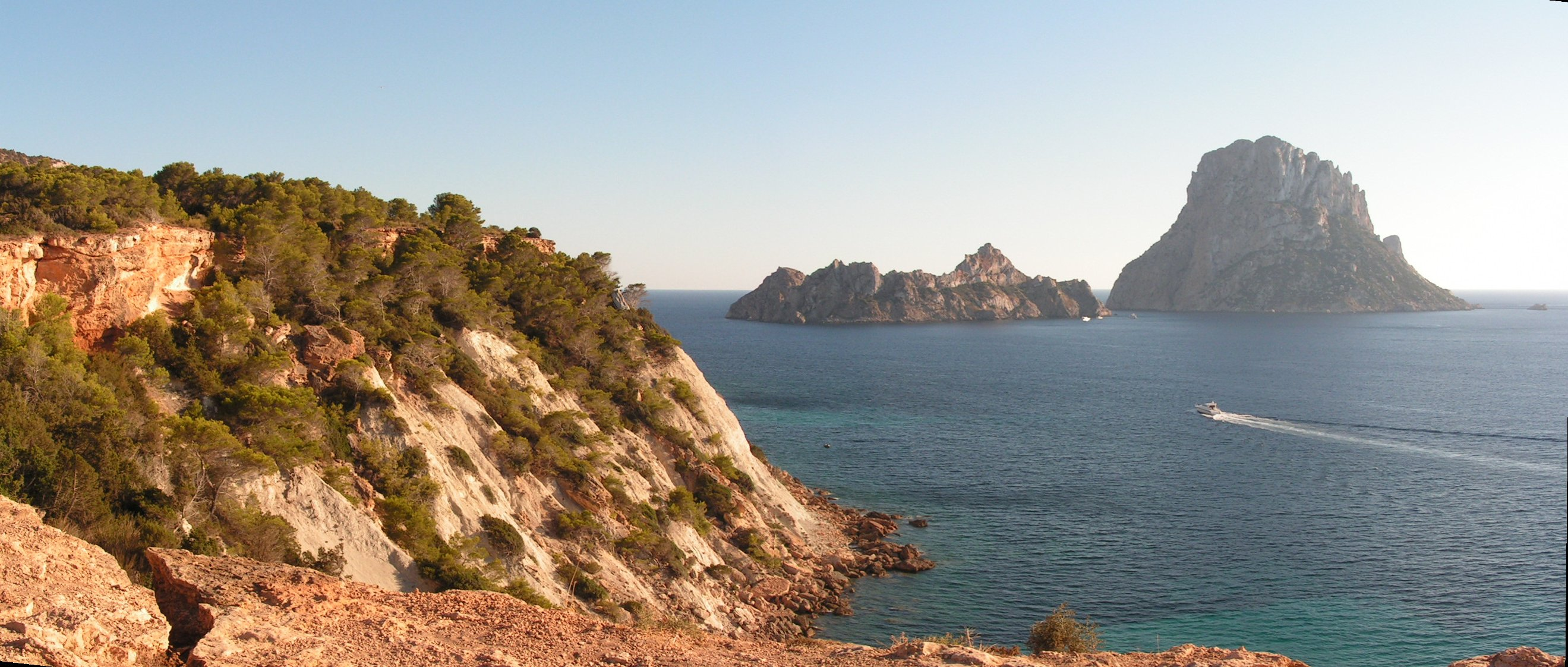
Es Vedrà i es Vedranell

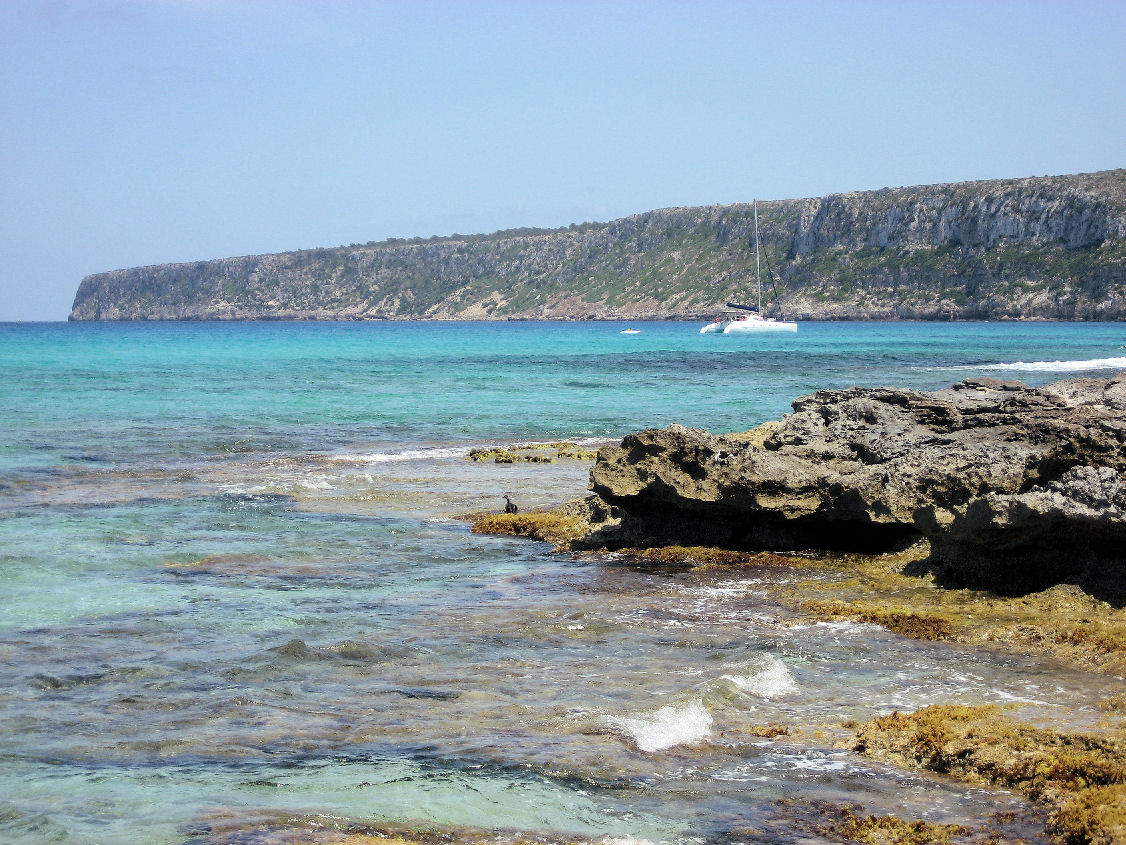
La Mola de Formentera

Virotar, o fer virotades, és, a Eivissa i especialment a Formentera, caçar virots. També s'anomena virotada al guisat de virots.
El virot, o baldriga pufí baleàrica (Puffinus puffinus mauretinicus), és un ocell marí endèmic de les illes Balears que nidifica en les coves i escletxes dels penyals. Avui és una espècie protegida, però fins a finals del segle XX s'ha virotat a es Vedranell, illot veí des Vedrà a la costa occidental d'Eivissa, i és part de la cultura tradicional de la Mola de Formentera.
La Mola és un altiplà diferenciat de la resta de Formentera, amb uns penya-segats de 100 m d'altitud sobre el mar. És de vores escarpades, profundament clivellat amb distintes coves i escletxes. El relatiu aïllament va provocar una cultura de subsistència en la qual els ocells marins eren un font important de proteïnes. A més, virotar era una activitat festiva i un desafiament pels joves.
Per virotar els illencs es despenjaven de nit pels penya-segats. Es lligava una corda a la vora i s'arriaven avall amb la corda enrotllada a una cama. Amb els peus als cantells de les pedres i aferrant-se amb una mà a la corda, anaven ficant l'altra mà a les palpentes pels nius. Un cop caçat un virot el mataven d'un mos al coll i el posaven al sac penjat a les espatlles. En les coves més profundes es tapaven els accessos per poder disposar trampes. Acabada la feina s'arriaven avall fins al peu del penya-segat on els esperava un llaüt. Un accident podia ser molt perillós i abundaven les picotejades defensives de l'ocell.
Per preparar els virots de forma tradicional, un cop desplomats i nets, es posaven a bullir amb herbes aromàtiques per estovar-lo i treure el fort gust de marisc. El guisat es feia en una greixonera on es podien afegir cebes, tomates, all, julivert, patates, etc. Resultava un plat fort de gust i es solia acompanyar d'olives i de vi de Formentera.